# Lilies of the Field (1924)
Lilies of the Field é um filme mudo produzido nos Estados Unidos, dirigido por John Francis Dillon e lançado em 1924. É atualmente considerado filme perdido.